# Roland Schwarzl

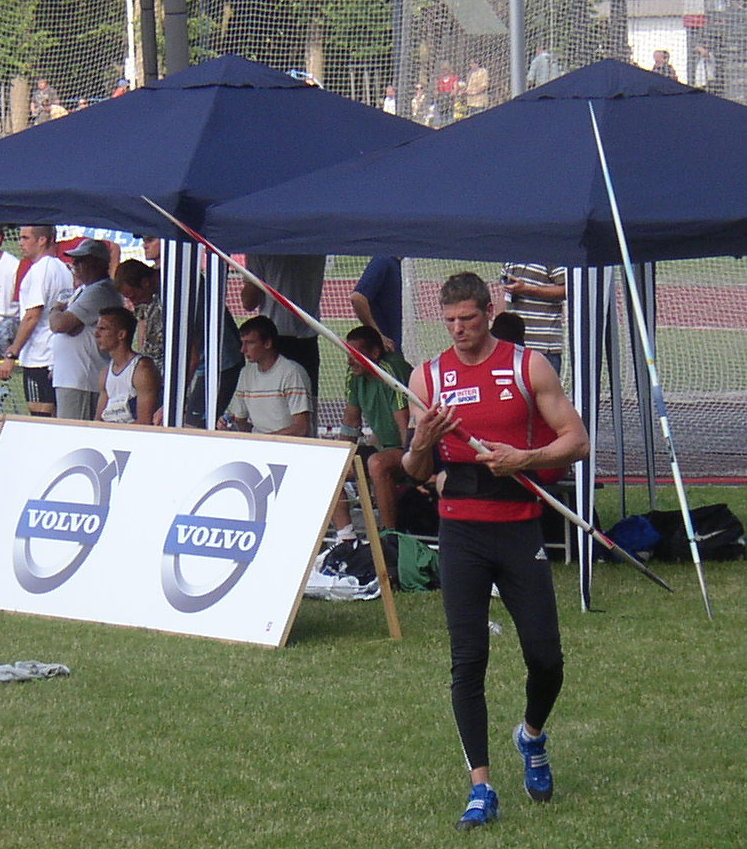
Roland Schwarzl (Kladno 2008)

Roland Schwarzl (né le 10 décembre 1980 à Lienz) est un athlète autrichien, spécialiste du décathlon. 

## Performances
Sa meilleure performance (8 102 points) a été réalisée le 24 août 2004, lors des Jeux olympiques à Athènes, concours lors duquel il termina 10e. 
Il détient le record national de l'heptathlon en salle avec 6 064 (3e des Championnats d'Europe à Madrid en mars 2005).